# Тяпкино (Ярославская область)
Тяпкино – деревня на территории Николо-Кормской сельской администрации Покровского сельского поселения Рыбинского района Ярославской области . 
Деревня расположена на автомобильной дороге Р104 на участке Углич-Рыбинск, между деревней Каркодиново (в сторону Углича) и селом Николо-Корма (в сторону Рыбинска) при пересечении дороги и реки Корма. Тяпкино расположено на левом берегу, а на правом находится село Николо-Корма. Численность постоянного населения на 1 января 2007 года – 2 человека . 
Деревня Тяпкина указана на плане Генерального межевания Рыбинского уезда 1792 года.
Автобус  связывает деревню с Рыбинском, Мышкиным и Угличем. Администрация сельского поселения в поселке и центр врача общей практики находится в посёлке Искра Октября (по дороге в сторону Рыбинска). В селе Никольском (следующее по дороге за Николо-Корма) – центр сельской администрации,  почтовое отделение  , школа, клуб, магазины. Действующая церковь и кладбище в соседнем селе Николо-Корма.